# Alfajor
Alfajor (z arab. الفاخر – luksusowe) – kruche ciastka z kajmakiem, popularne w Hiszpanii oraz Ameryce Łacińskiej.
Tradycyjne alfajores są przygotowywane z mąki, miodu, migdałów oraz przypraw, np. cynamonu. Istnieje wiele ich odmian oraz sposobów podawania.

## Galeria

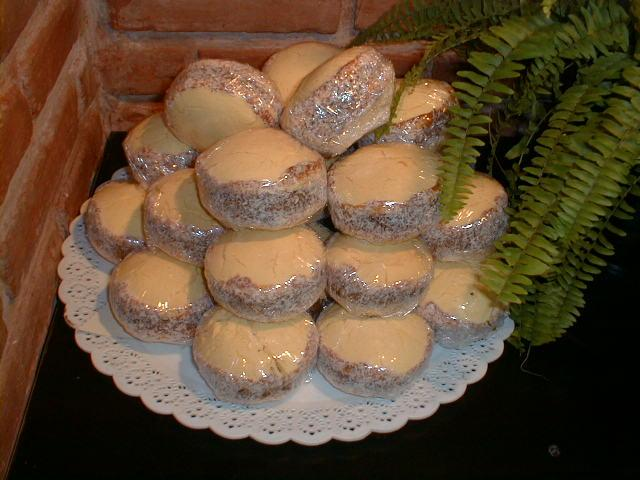
Domowe Alfajores
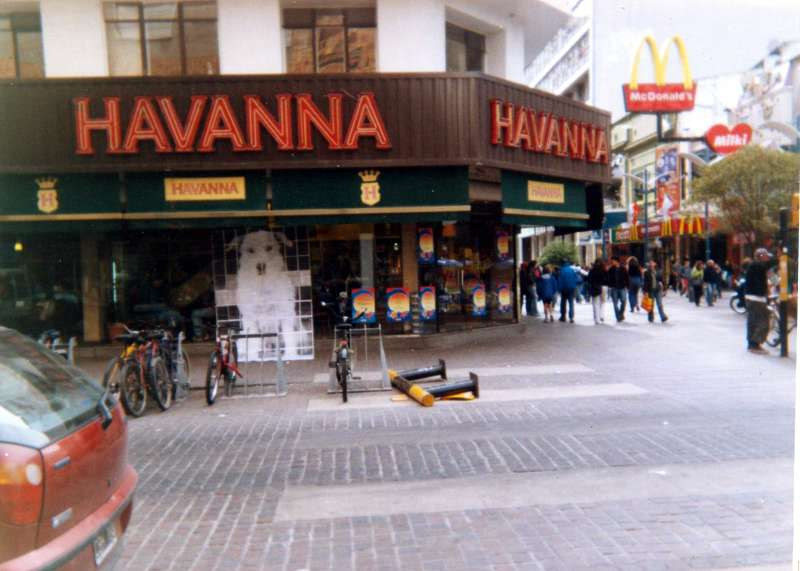
Piekarnia Havana w Argentynie, znana z produkcji alfajores